# パシフィック航空

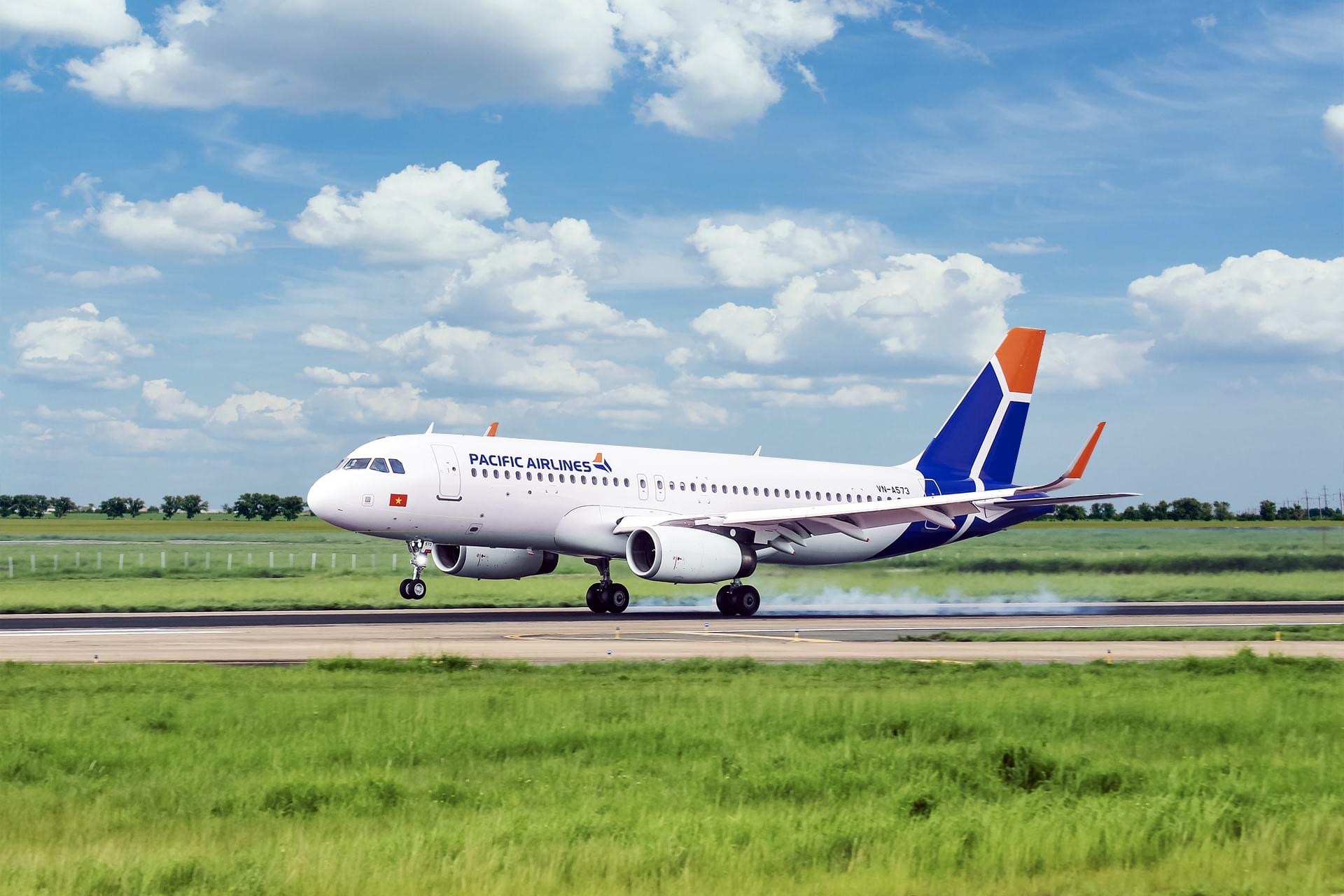
パシフィック航空のエアバスA320

パシフィック航空（パシフィックこうくう、Pacific Airlines）は、ベトナムの格安航空会社である。
1991年にパシフィック航空（Pacific Airlines）として設立された。ベトナム第2位の規模の航空会社であった。
2008年5月23日カンタス航空グループが株式の30％を取得、ジェットスターと提携しジェットスター・パシフィック航空と社名変更・リブランドした。
2012年2月、ベトナム航空も出資（2020年現在で全株式の98％）、現在12機あるA320を今後30機まで増機する方針を明らかにしている。2015年5月には、ベトナム国内線でコードシェア提携をしている。
2020年7月、ジェットスター・パシフィック航空からジェットスターが資本を完全に撤退した。2020年8月、パシフィック航空へと社名を戻す。
2022年9月、ベトナム航空の経営不振により、パシフィック航空を売却を検討していることが報道された。

## 就航地
2020年以降、新型コロナウイルス感染症の影響により、多くの定期便が運休、減便、経路変更となっている。
- ベトナム
  - ホーチミン、ハノイ、ハイフォン、タインホア、ヴィン、ニャチャン、フーコック島、フエ、チュライ、クイニョン、ダラット、バンメトート、ダナン、フーイエン（英語版）、プレイク、クアンビン
- タイ
  - バンコク
- シンガポール
  - シンガポール

2023年8月現在

全ての便で、ベトナム航空とコードシェアを実施している。

## 保有機材
- エアバスA320型機 (180席)  : 10機[6][7]